# Guillaume Houzé
Pour les articles homonymes, voir Houzé.
Guillaume Houzé, né le 22 juin 1981 à Paris, est un dirigeant du Groupe Galeries Lafayette. Il occupe les fonctions de Directeur Général Image et Innovation et est membre du directoire du Groupe Galeries Lafayette. Il est également président de Lafayette Anticipations – Fondation d'entreprise Galeries Lafayette – et fondateur de Motier Ventures, une structure d'investissement dédiée aux start-ups.

## Carrière

### Formation
Guillaume Houzé est titulaire d’un Bachelor en administration des affaires de l’Institut supérieur de gestion et d'une double certification de l'Institut français de la mode et de l'École supérieure de commerce de Paris.

### Galeries Lafayette
Guillaume Houzé est un arrière-arrière-petit-fils de Théophile Bader, le fondateur des Galeries Lafayette, et un arrière-petit-fils de Max Heilbronn, gendre du précédent et fondateur des enseignes Monoprix. Sa grand-mère, Ginette Moulin, a été présidente du Conseil de surveillance des Galeries Lafayette de 2005 à 2017, avant de confier ce poste à sa fille ainée Patricia Moulin Lemoine, qui occupe cette fonction depuis 2017. Philippe Houzé, père de Guillaume, est actuellement vice-président du Conseil de surveillance et a également pris la présidence de la holding familiale Motier. Son frère, Nicolas Houzé, est président du Directoire du groupe Galeries Lafayette. Guillaume Houzé, aux côtés de Nicolas Houzé et de leur cousin Arthur Lemoine, membre du Directoire et directeur des Offres et Achats, est vice-président de la holding Motier.
En 2008, Guillaume Houzé est embauché dans l’entreprise familiale Galeries Lafayette. Il y programme des événements autour de l'industrie et de l'art.
En 2010, il crée la direction du mécénat,qui soutient financièrement avec différents partenaires, des artistes jeunes. Trois ans plus tard, il crée dans le même but la fondation de l'entreprise dont il est président, Lafayette Anticipations, un lieu consacré aux arts contemporains. La fondation a ouverte ses portes en mars 2018 au 9 rue du Plâtre, dans Le Marais, à Paris.
En 2013, Guillaume Houzé devient directeur de l’image et de la communication des Galeries Lafayette et du BHV MARAIS. Depuis le rachat du BHV MARAIS par le groupe Société des Grands Magasins (SGM) en novembre 2023, ce dernier ne fait plus partie de son périmètre.
Il fonde en octobre 2021, Motier Ventures, un véhicule d’investissement dédié aux start-ups et rattaché à Motier, la holding animatrice de la famille Moulin qui détient le Groupe Galeries Lafayette.

### Autres activités
Il joue également un rôle dans le domaine de la mode en tant que président, depuis 2017, de l'Association nationale pour le développement des arts de la mode (ANDAM), une organisation qui décerne des prix pour la mode française, destinés à soutenir et promouvoir de jeunes créateurs de mode.

## Distinction
Guillaume Houzé est nommé Chevalier de l'ordre des Arts et des Lettres en 2013.